# Codicote
Codicote – wieś i civil parish w Anglii, w Hertfordshire, w dystrykcie North Hertfordshire. W 2011 civil parish liczyła 3344 mieszkańców. Codicote jest wspomniana w Domesday Book (1086) jako Codicote.